# Trebižat (Čapljina)
Pour les articles homonymes, voir Trebižat.
Trebižat (en cyrillique : Требижат) est un village de Bosnie-Herzégovine. Il est situé dans la municipalité de Čapljina, dans le canton d'Herzégovine-Neretva et dans la fédération de Bosnie-et-Herzégovine. Selon les premiers résultats du recensement bosnien de 2013, il compte 1 350 habitants.

## Géographie
Trebižat est situé sur la rive gauche de la rivière du Trebižat, un affluent droit de la Neretva.

## Démographie

### Évolution historique de la population
| 1948 | 1953 | 1961  | 1971  | 1981  | 1991  | 2013  |
| ---- | ---- | ----- | ----- | ----- | ----- | ----- |
| -    | -    | 1 161 | 1 180 | 1 258 | 1 399 | 1 350 |

|  |